# Miss Irak

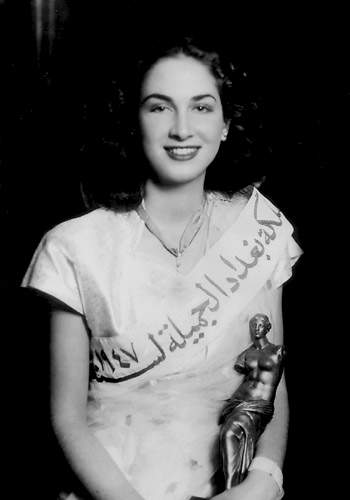
Renée Dangoor, première lauréate du concours Miss Irak en 1947.

Miss Irak est un concours de beauté féminin créé en 1947 et destiné aux jeunes femmes d'Irak.  
La première lauréate, en 1947, est Renée Dangoor.

## Gagnantes
| Année | Miss Irak                     | Gouvernorat      |
| 1947  | Renee Dangoor                 | Bagdad           |
| 1962  | Kholoud Saleh                 | Bagdad           |
| 1963  | Sameera Zeidan                | Bagdad           |
| 1971  | Nasik Shali                   | Sulaymaniya      |
| 1972  | Wijdan Burhan El-Deen Sulyman | Bagdad           |
| 2014  | Tara Fares                    |                  |
| 2015  | Shimaa Qasim (en)             | Kirkouk          |
| 2017  | Sarah Idan                    | Bagdad           |
| 2021  | Maria Frhad                   | Plaine de Ninive |